# Franz von Wertheim

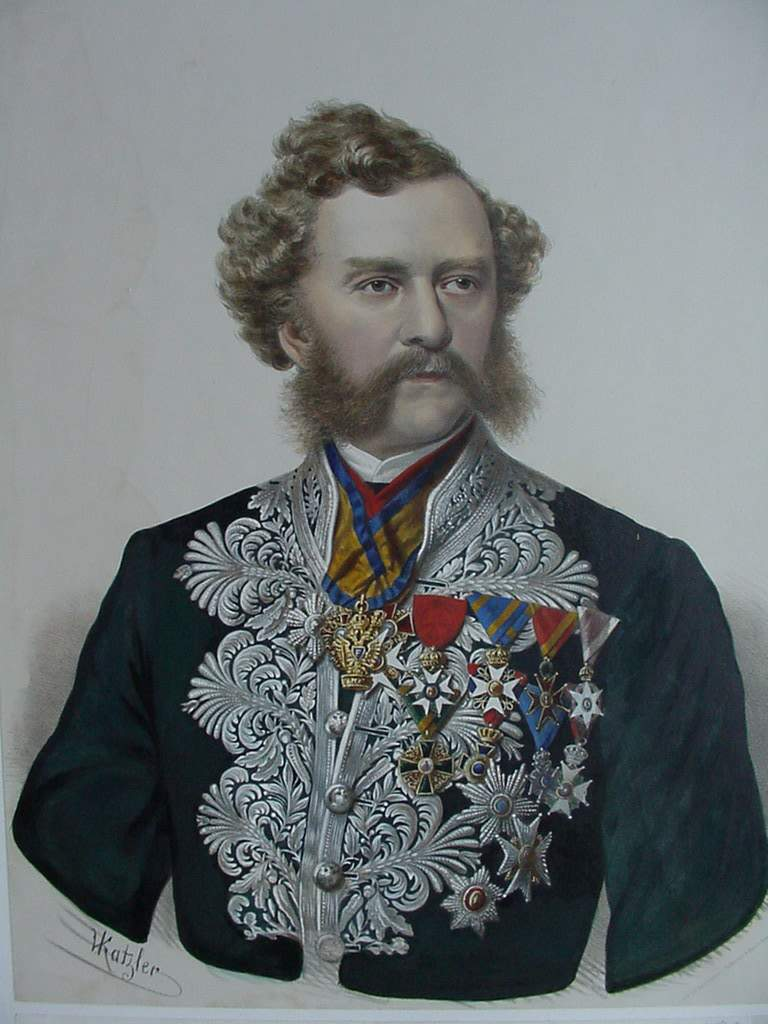
Franz Freiherr von Wertheim, Lithographie von Vinzenz Katzler, um 1875

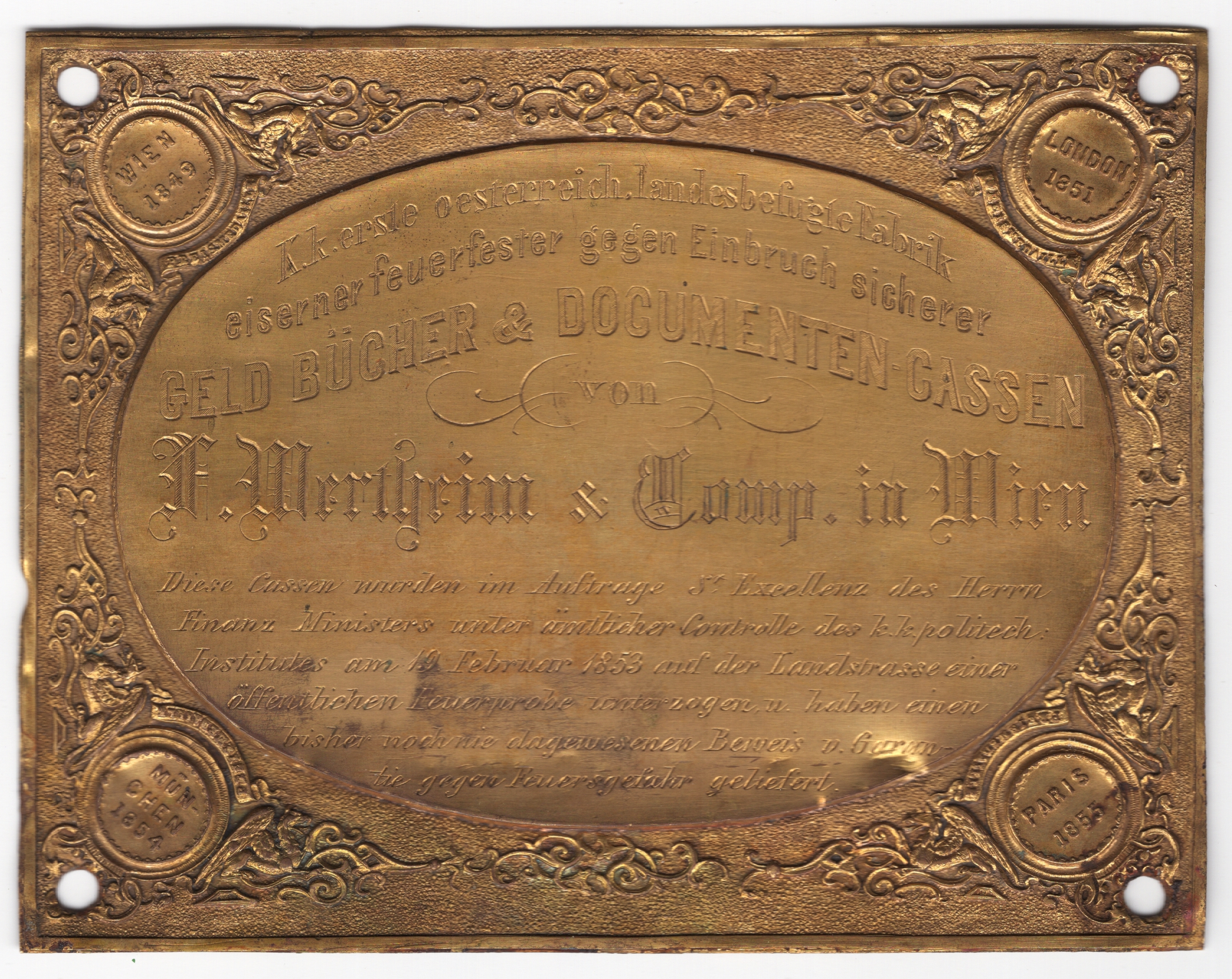
Schild von Geld Bücher & Documenten Cassen von F. Wertheim & Comp. in Wien 1860

Franz Freiherr von Wertheim (* 12. April 1814 in Krems an der Donau, Niederösterreich; † 3. April 1883 in Wien) war ein österreichischer Industrieller und Gründer des Unternehmens Wertheim.

## Biografie

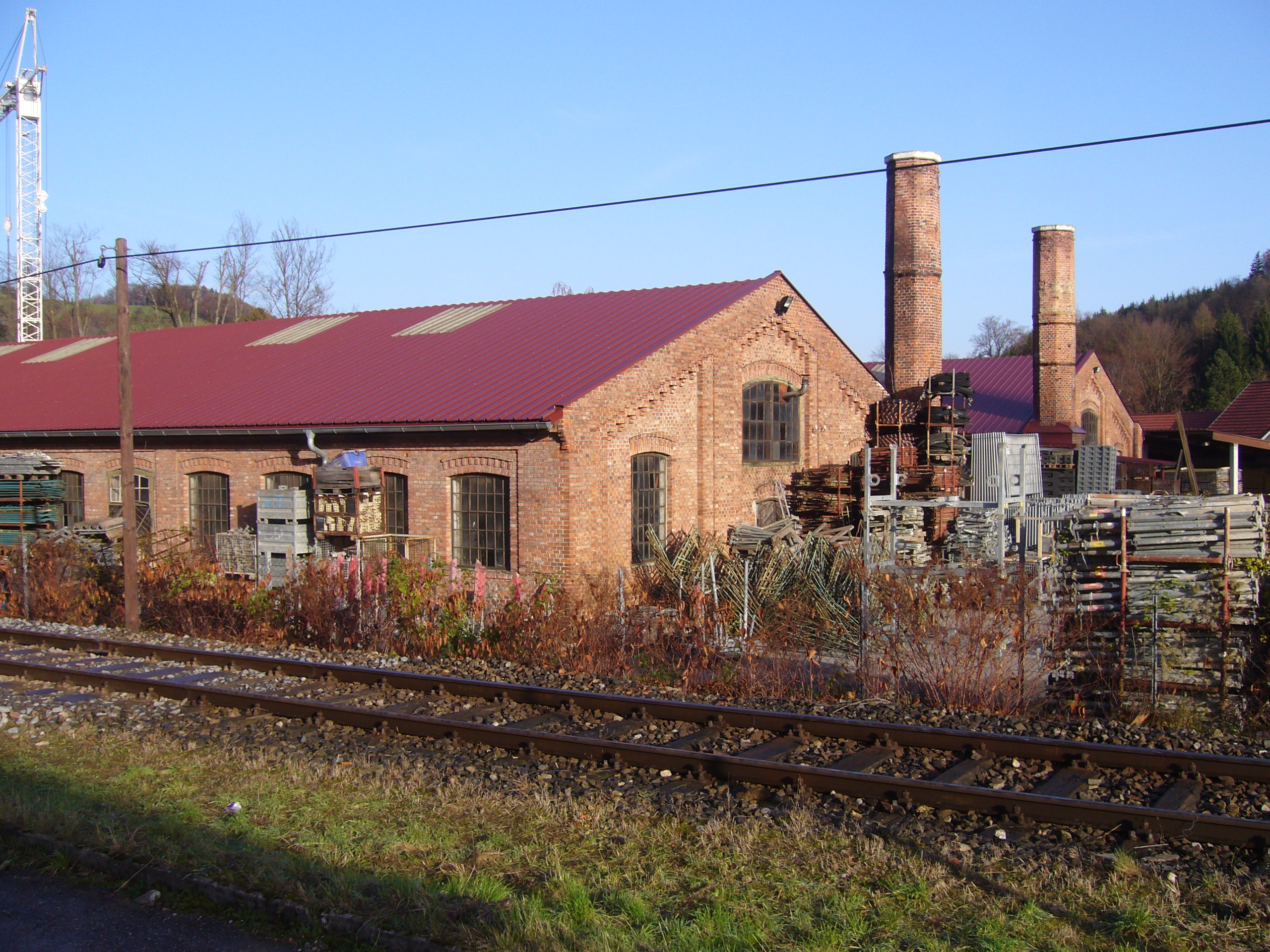
Fabrik in Neustift bei Scheibbs

Als Sohn einer wenig begüterten jüdischen Kaufmannsfamilie am 12. April 1814 in Krems an der Donau geboren, begann er nach Wanderjahren in Deutschland, Frankreich, England 1841 mit der Erzeugung von Werkzeugen in Krems. 1842 übernahm er die Produktionsstätten des Werkzeugfabrikanten Gruber in Wien und Neustift bei Scheibbs (Eisenwurzen), die er vollständig umgestaltete und die Zahl der Arbeiter verdoppelte. Die Region war damals eine Hochburg der eisen- und stahlverarbeitenden Industrie, Wertheim befand sind in unmittelbarer Nachbarschaft zu Europas größten und modernsten Walzfabriken von Andreas Töpper.
1844 gewann Wertheim auf einer Industrieausstellung in Laibach eine silberne Medaille. Im folgenden Jahr erhielt er den Titel eines k. k. Hof-Werkzeugfabrikanten, als Kaiser Ferdinand I. seine preisgekrönte Werkzeugsammlung für das polytechnische Institut in Wien erwarb.
Nach seinem Umzug nach Wien 1846 fertigte Wertheim für das technische Cabinet des Kaisers Ferdinand eine große Sammlung von Werkzeugen. Eine weitere aus 885 Stück Werkzeugen bestehende Sammlung wurde vom kaiserlichen Museum in St. Petersburg in Auftrag gegeben.
In den folgenden Jahren vervollkommnete Wertheim seine Produktion und gewann wiederholt Preise und Medaillen bei Ausstellungen, z. B. der Weltausstellung 1851 in London.
Nach einem Einbruch in sein Büro im Jahr 1848 wollte Wertheim einbruchs- und feuerfeste Kassen herstellen. Ein Patent zur Herstellung erwarb er ebenfalls auf der Weltausstellung. Aufsehen erregte die öffentliche Feuerprobe eines seiner Tresore in Konstantinopel 1857. Diese wurde in Anwesenheit des Sultans und vielerlei Prominenz durchgeführt. Stundenlang wurde der Tresor den Flammen bei hohen Temperaturen ausgesetzt, trotzdem erlitten die dort eingelagerten Wertpapiere und Geld keinen Schaden. Allein für Konstantinopel wurden 3.000 Stück Kassentresore hergestellt.

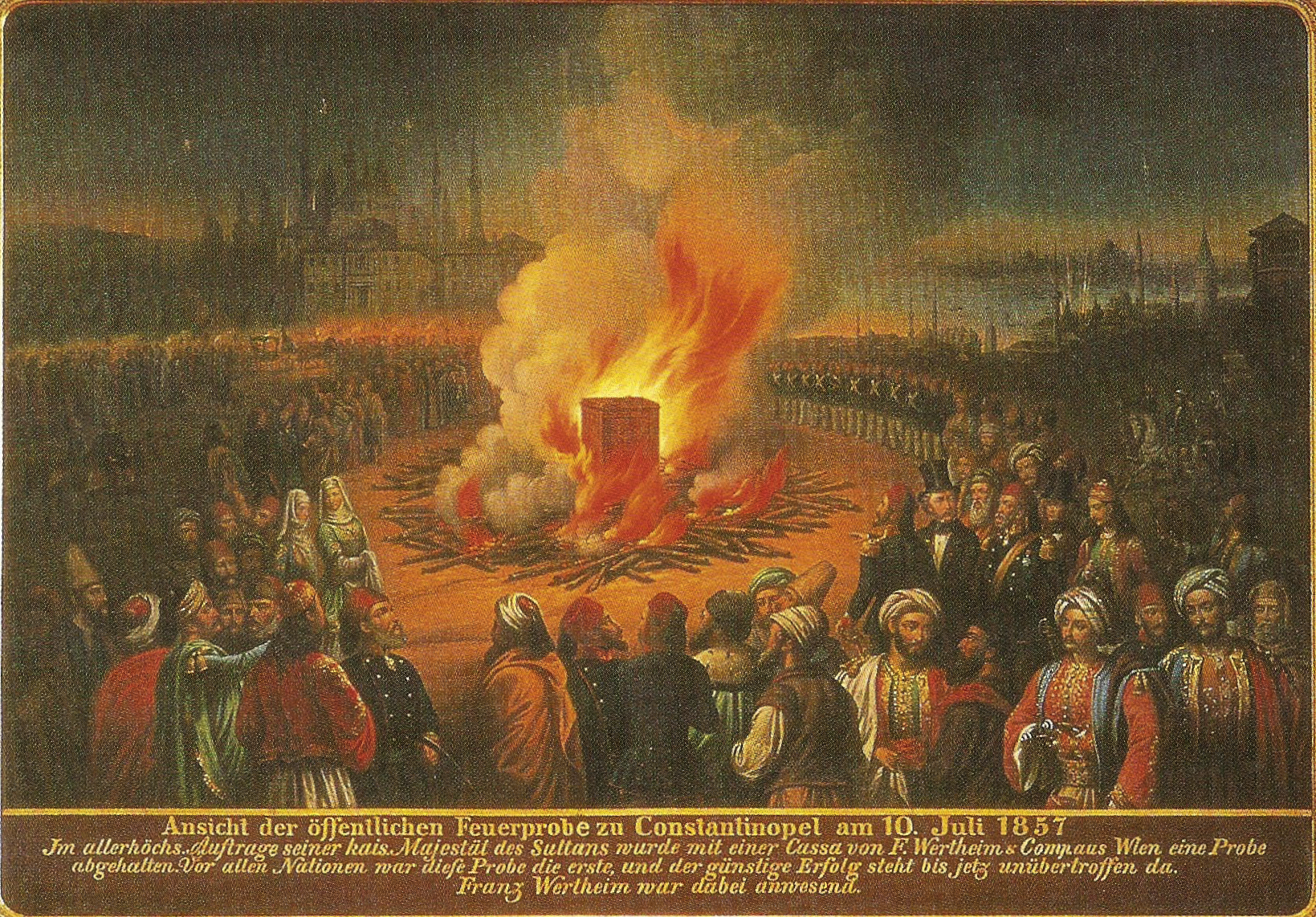
Feuerprobe zu Constantinopel 1857

1852 gründete Wertheim, gemeinsam mit Friedrich Wiese, in Wien eine Gesellschaft zur Erzeugung „feuerfester, gegen Einbruch sicherer Geld-, Bücher- und Dokumentenkassen“ und ließ sich mit 80 Schlossern auf den Gründen einer ehemaligen Erdberger Kerzenfabrik nieder.

## Wertheim-Kassen
Wertheim begann 1852 mit dem Bau von feuerfesten und einbruchssicheren Kassen, 1876 von Stahlpanzerkassen und begründete damit den Ruf der „Wertheim-Kassen“. Im Jahr 1869 wurde die Herstellung der 20.000 Kassa mit einem großen Fest gefeiert. Anlässlich dieser Feier wurde von Josef Strauss die bekannte Polka Feuerfest! komponiert. Auf diesem Fest setzte er auch einen Betrag von einhunderttausend Franc als Preis aus für denjenigen, dem es gelänge, eine Wertheim-Kasse zu öffnen.
1863 entwarf Heinrich von Ferstel für ihn das Palais Wertheim in Wien (Ecke Ringstraße/Schwarzenbergplatz). 1867 nahm Wertheim mit einem großen Muster-Exponat an Werkzeugen an der Weltausstellung in Paris teil. Er spielte eine tragende Schlüsselfigur beim Zustandekommen der Wiener Weltausstellung 1873. Ebenso setzte er sich für die Bestellung von Wilhelm Freiherr von Schwarz-Senborn als Generaldirektor der Ausstellung ein. Als Aussteller waren seine Produkte in der Rotunde und in der Industriehalle präsent.
Er genoss hohe Wertschätzung bei der großen Masse und am Hof. 1869 durfte er Kaiser Franz Joseph I. zur Eröffnung des Suez-Kanals, als dessen persönlicher industrieller Experte begleiten. Außerdem war Wertheim von 1869 bis 1871 Abgeordneter zum Landtag von Niederösterreich, Gemeinderat von Wien, Vizepräsident der Wiener Handels- und Gewerbekammer, Präsident des Niederösterreichischen Gewerbevereins und Kurator des Österreichischen Museums für Kunst und Industrie.

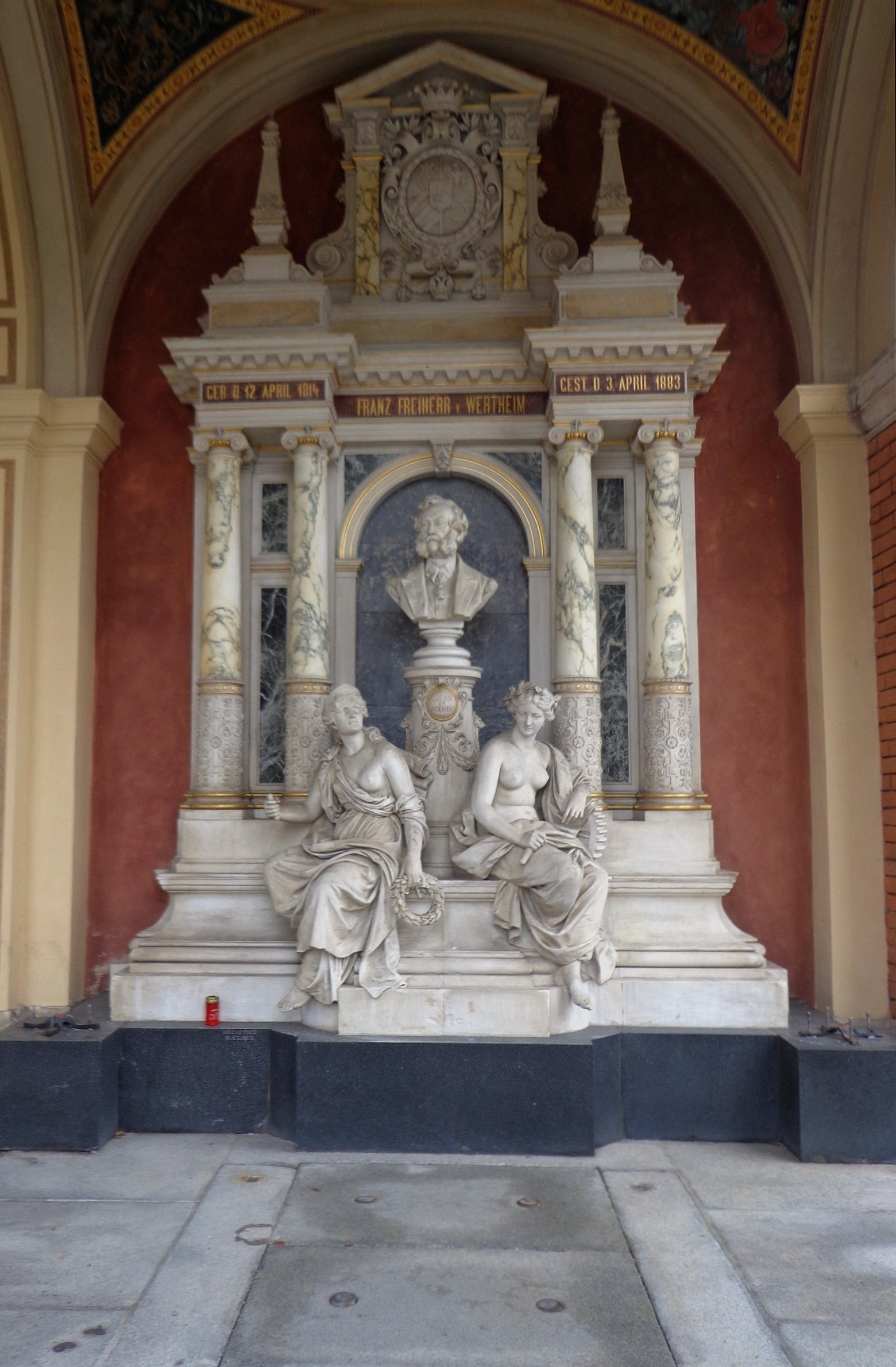
Wiener Zentralfriedhof, Grabstätte Franz von Wertheims

Wertheim war eine Persönlichkeit, die ihren Dienst dem gesamten österreichischen Gewerbe zur Verfügung stellte. In seinem Betrieb gab es keine „Arbeiterprobleme“, er betonte immer, dass seine Ideen ohne seine Mitarbeiter nicht umzusetzen wären. Er galt als Pionier des „neuzeitigen Werbewesens“. Alles und Jedes war ihm recht, wenn es nur die Aufmerksamkeit der Umwelt auf ihn und seine Erzeugnisse lenkte. Er förderte auch die Künstlerschaft durch wohlbezahlte Aufträge und errichtete 1872 in seinem Palais ein kleines Theater.

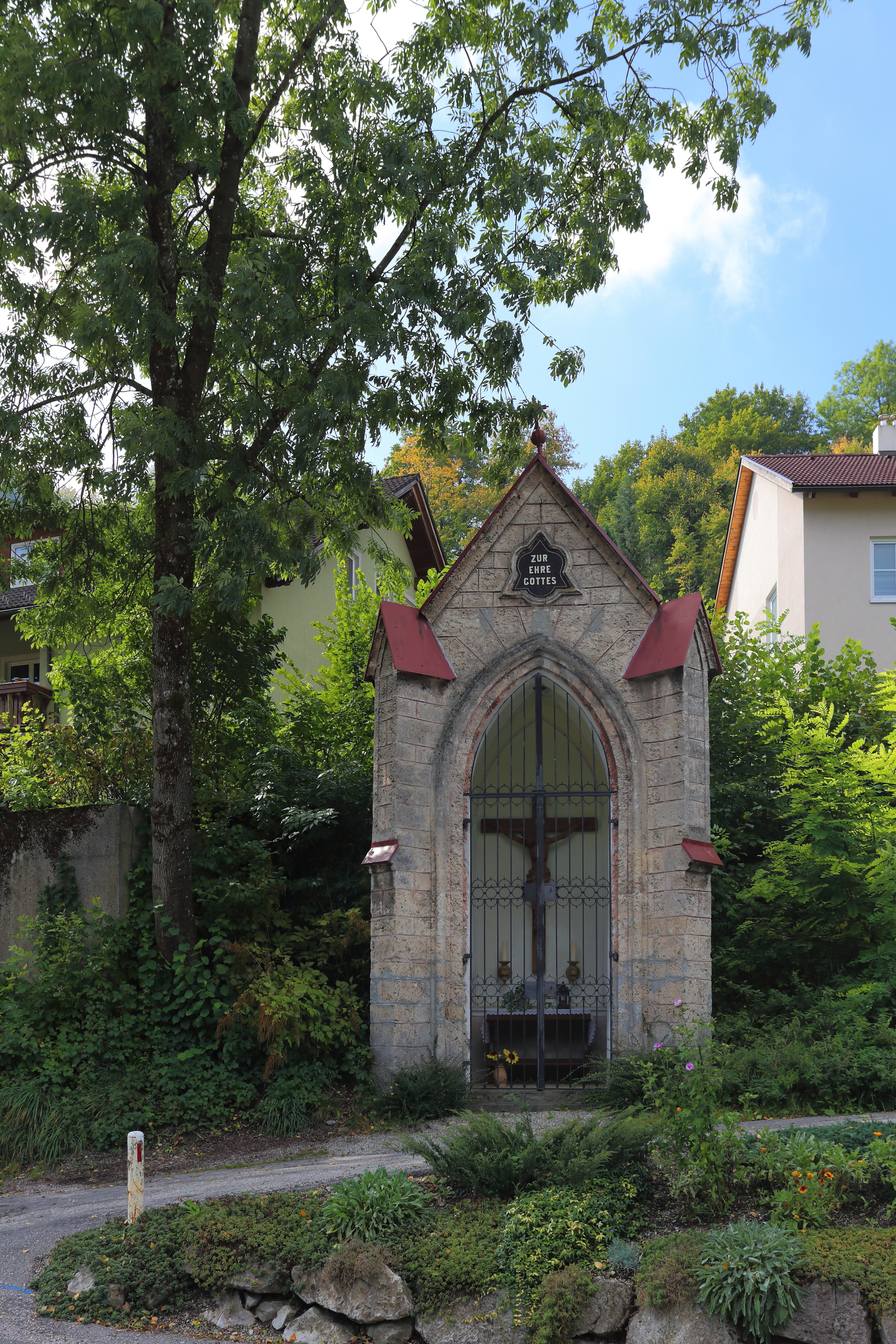
Wertheimkapelle in Neustift

Wertheim wurde 1863 in den österreichischen Ritter- und 1871 in den Freiherrenstand erhoben. Außerdem war er Inhaber folgender Orden: Commandeur des Franz-Joseph-Ordens, Offizier der französischen Ehrenlegion, Offizier des ottomanischen Medjidie-Ordens etc. Wertheim bekleidete Funktionen als Vizepräsident der Handelskammer, Gemeinderat der Stadt Wien, Ehrenbürger von Krems, Scheibbs und Steyr. Zu seinen Ehren gibt es bis heute die Wertheimgasse in Neustift. Sein Unternehmen Wertheim GmbH erzeugt bis heute Tresore, Geldschränke und Bankeinrichtungen.
Neben den schon erwähnten Sammlungen befinden sich weitere Werkzeuge von Franz Wertheim im Pariser Conservatoire National des Arts et Métiers, in Nürnberg, Meiningen, Turin und Athen. Ebenso wurde eine Sammlung in das Kensington Museum aufgenommen, für die Wertheim einen eigenen Katalog erstellte, der auch auf Französisch erschien.